# Bremond
Bremond is een plaats (city) in de Amerikaanse staat Texas, en valt bestuurlijk gezien onder Robertson County.

## Demografie
Bij de volkstelling in 2000 werd het aantal inwoners vastgesteld op 876.
In 2006 is het aantal inwoners door het United States Census Bureau geschat op 893, een stijging van 17 (1,9%).

## Geografie
Volgens het United States Census Bureau beslaat de plaats een oppervlakte van
2,3 km², geheel bestaande uit land. Bremond ligt op ongeveer 140 m boven zeeniveau.

## Plaatsen in de nabije omgeving
De onderstaande figuur toont nabijgelegen plaatsen in een straal van 32 km rond Bremond.